# 鯰鉱泉前駅
鯰鉱泉前駅（なまずこうせんまええき）は、富山県富山市四方荒屋にあった富山地方鉄道射水線の駅（廃駅）である。射水線の廃線に伴い1980年（昭和55年）4月1日に廃駅となった。

## 歴史
- 1924年（大正13年）10月12日：越中電気軌道富山北口駅 - 四方駅間開通に伴い今市駅（いまいちえき）として開業[1]。
- 1927年（昭和2年）2月13日：鉄道会社名を越中鉄道に改称。それに伴い同鉄道の駅となる[2]。
- 1929年（昭和4年）頃：鯰鉱泉前駅に改称[3]。
- 1943年（昭和18年）1月1日：交通統合に伴い富山地方鉄道射水線の駅となる[1][2]。
- 1980年（昭和55年）4月1日：射水線の廃線に伴い廃止となる[1][2]。

## 駅構造
廃止時点で、単式ホーム1面1線を有する地上駅であった。ホームは線路の東側（新港東口方面に向かって右手側）に存在した。
無人駅となっていた。駅舎はないがホーム中央部分に待合所を有した。

## 駅周辺
- 富山県道207号四方新中茶屋線
- 鯰温泉 - 駅を挟んで[5]2軒の温泉旅館が並んでいた[4]。
- 富山市立倉垣小学校

## 駅跡
1997年（平成9年）時点では、ホームの残骸らしき土盛りが残存していた。2006年（平成18年）5月時点でも同様で、待合所のコンクリートの基礎も確認できた。2010年（平成22年）時点でも同様であった。
鯰温泉のフロントには、鯰鉱泉前駅に敷かれていたレール（ドイツのユニオン社製）と枕木が展示されており、越中電気軌道が開業した1924年の文字が刻まれている。

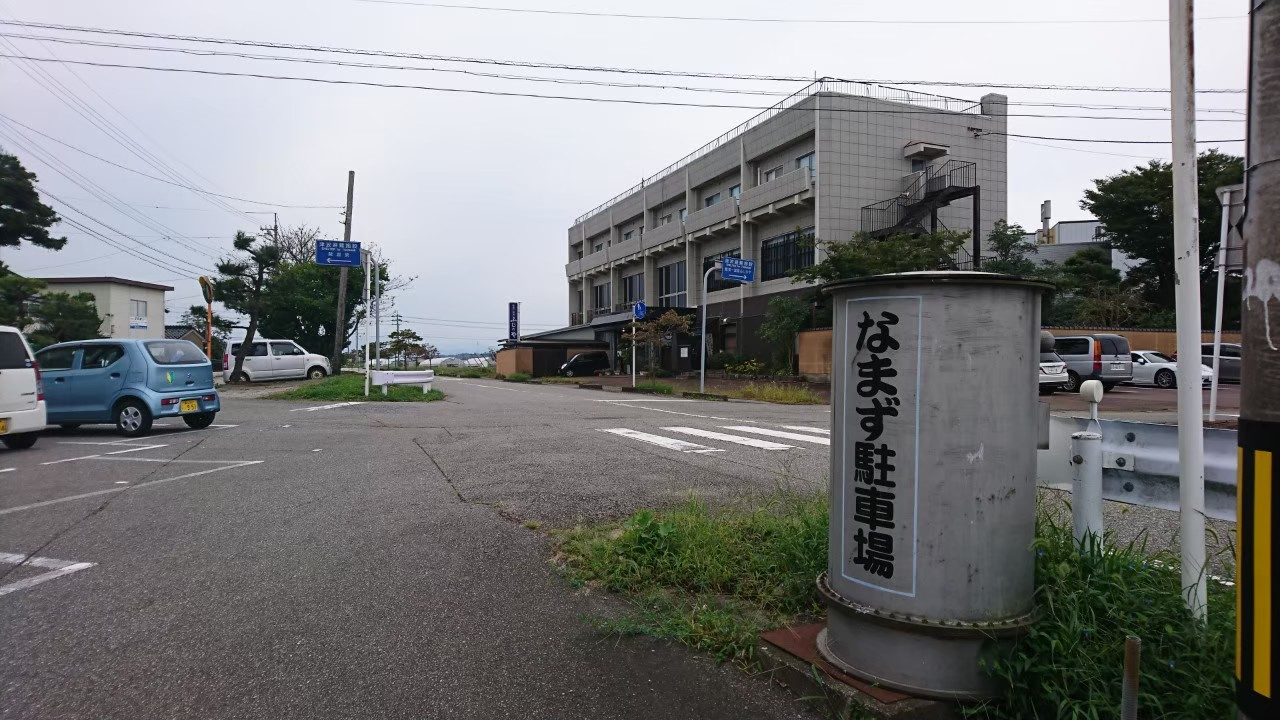
鯰温泉前駅跡地（2020年9月）
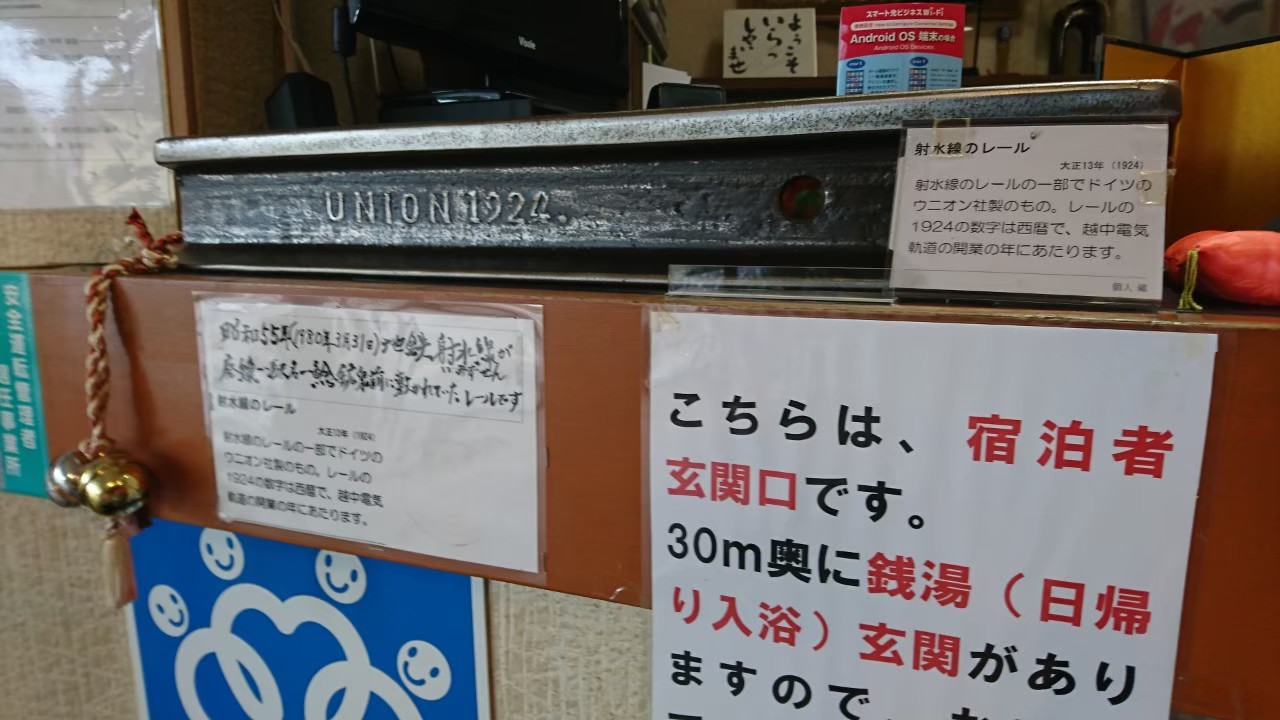
鯰温泉のフロントに展示されているユニオン社製レール（2020年9月）
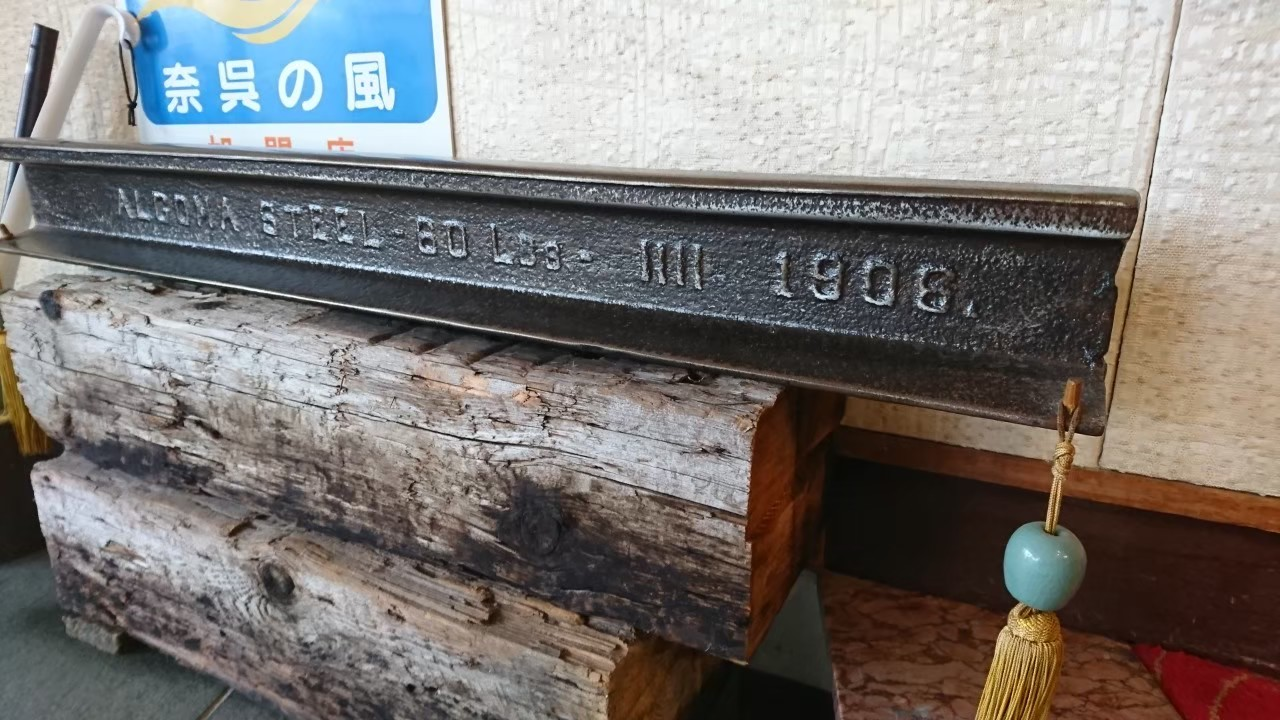
鯰温泉のフロントに展示されているユニオン社製レールと枕木（2020年9月）

## 隣の駅
富山地方鉄道
射水線
布目駅 - 鯰鉱泉前駅 - 四方駅